# Puente El Ferdan
El puente El Ferdan (en árabe: كوبري الفردان) es un puente giratorio que cruza el Canal de Suez, cerca de Ismailia, Egipto. Es el puente giratorio más largo del mundo, con una longitud de 340 metros (1100 pies).
El primer puente El Ferdan sobre el Canal de Suez se completó en abril de 1918 para el Ferrocarril Militar de Palestina. Se consideraba un obstáculo para la navegación, por lo que después de la Primera Guerra Mundial fue desmontado. Durante la Segunda Guerra Mundial, se construyó un puente, en 1942, pero fue dañado por un barco de vapor y se eliminó en 1947. Un nuevo puente giratorio doble se terminó en 1954, pero la invasión israelí del Sinaí, en 1956, cortó el tráfico ferroviario a través del canal por tercera vez. El actual puente data de 2001.